# Mehdi Benaldjia
Mehdi Benaldjia, né le 14 mai 1991 à Alger, est un footballeur algérien qui évolue au poste de milieu offensif.
Mehdi Benaldjia est le frère cadet de Billel Benaldjia, qui est également footballeur.

## Biographie
Le 26 janvier 2013, il se met en évidence avec le CR Belouizdad, en étant l'auteur d'un doublé en championnat, lors de la réception de la JSM Béjaïa (victoire 4-1).
En juin 2015, Mehdi Benaldjia signe un contrat de trois ans au profit du NA Hussein Dey.
Il atteint avec cette équipe la finale de la Coupe d'Algérie en 2016, en étant battu par le MC Alger (défaite 1-0).
Le 26 décembre 2016, il quitte la JS Saoura et rejoint la JS Kabylie.
Lors de la saison 2017-2018, il inscrit avec la JSK un total de neuf buts en championnat, ce qui constitue sa meilleure performance.
En mai 2018, il dispute pour la seconde fois la finale de la Coupe d'Algérie. Benaldjia se met alors en évidence en délivrant une passe décisive. La JSK s'incline toutefois 1-2 face à l'USM Bel Abbès. 
Il rejoint lors de l'été 2018 le MC Alger. Avec cette équipe, il participe à une compétition internationale, le Championnat arabe des clubs.

## Palmarès
- Champion d'Algérie en 2014 avec l'USM Alger.
- Finaliste de la Coupe d'Algérie en 2016 avec le NA Hussein Dey et en 2018 avec la JS Kabylie.